# Meliorismo

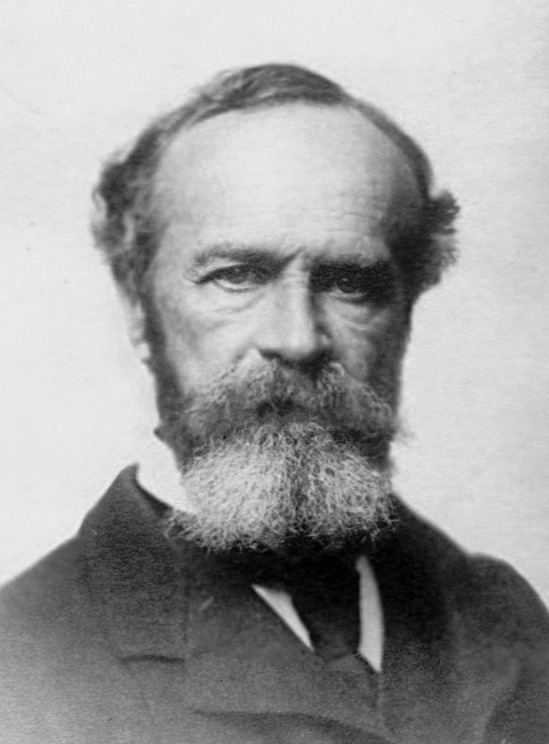
William James

El meliorismo es una idea del pensamiento metafísico que plantea que el progreso es un concepto real que dirige el desarrollo del mundo. Sostiene que los humanos pueden, a través de su intervención con procesos que de otra manera serían naturales, producir un resultado que es una mejora con respecto a la natural antes mencionado.
El meliorismo, como concepto de la persona y de la sociedad, está en la fundación de la democracia liberal contemporánea y los derechos humanos y es un componente básico del liberalismo.
Otra importante comprensión del meliorismo viene de la tradición pragmática americana, que puede encontrarse en los trabajos de
Lester Frank Ward (1841-1913),
William James (1842-1910),
John Dewey (1859-1952) y
Ralph Nader (1934-).
El meliorismo ha sido usado también por Arthur L. Caplan (1950-) para describir posiciones en bioética en favor de mejorar las condiciones que provocan sufrimiento, incluso si ellas tienen larga existencia.